# Cadarca tobiasi
Cadarca tobiasi là một loài tò vò trong họ Ichneumonidae.